# Lombardei-Rundfahrt 1951
Die Lombardei-Rundfahrt 1951 war die 45. Austragung des italienischen Eintagesrennens Lombardei-Rundfahrt. Sieger wurde Louison Bobet.

## Rennverlauf
139 Radrennfahrer waren am Start. Die Strecke war 226 Kilometer lang. Start und Ziel lagen in Mailand. Das Rennen war von Beginn an von zahlreichen Ausreißversuchen geprägt. Im letzten Renndrittel setzten sich acht Fahrer ab und kamen gemeinsam zum Ziel.
Louison Bobet gewann den Zielsprint auf der Radrennbahn in Mailand gegen sieben Italiener und stellte dabei einen neuen Streckenrekord auf. 76 Fahrer beendeten die Lombardei-Rundfahrt 1951.

## Ergebnis
| Platz | Fahrer           | Team           | Zeit           |
| ----- | ---------------- | -------------- | -------------- |
| 1.    | Louison Bobet    | Stella-Dunlop  | 5:5x:03 h      |
| 2.    | Giuseppe Minardi | Legnano        | gl. Zeit       |
| 3.    | Fausto Coppi     | Biachi-Pirelli | gl. Zeit       |
| 4.    | Renzo Soldani    | Legnano        | gl. Zeit       |
| 5.    | Pasquale Fornara | Legnano        | gl. Zeit       |
| 6.    | Angelo Conterno  | Taurea         | gl. Zeit       |
| 7.    | Giancarlo Astrua | Atala          | gl. Zeit       |
| 8.    | Primo Volpi      | Arbos          | gl. Zeit       |
| 9.    | Giorgio Albani   | Legnano        | + 2:31 Minuten |
| 10.   | Arrigo Padovan   | Atala          | gl. Zeit       |